# Кузнецов, Николай Фёдорович
Николай Фёдорович Кузнецов (26 декабря 1916, Петроград — 5 марта 2000, Звёздный городок Московской области) — лётчик-ас, военачальник, учёный, писатель, генерал-майор авиации, Герой Советского Союза, Заслуженный военный лётчик СССР (1967), доктор военных наук (1974).

## Биография
Участник трёх войн: советско-финской войны (1939—1940), Великой Отечественной войны (1941—1945), войны в Корее (1952—1953). Участник парадов Победы в 1945 и 1995 годах.
Заместитель командира эскадрильи 436-го истребительного авиационного полка 239-й истребительной авиационной дивизии 6-й воздушной армии капитан Кузнецов Н. Ф. к январю 1943 года совершил 213 боевых вылетов, в воздушных боях сбил лично 15 и в составе группы 12 самолётов противника (по данным наградного листа — сбил 17 лично и 12 в группе). За эти подвиги Указом Президиума Верховного Совета СССР от 1 мая 1943 года удостоен звания Героя Советского Союза (вручена медаль «Золотая Звезда» № 966).
После представления к званию Героя воевал столь же отважно. К маю 1945 года заместитель командира по воздушно-стрелковой службе — инспектор-лётчик по технике пилотирования 67-го Гвардейского истребительного авиационного полка (273-я истребительная авиационная дивизия, 6-й истребительный авиационный корпус, 16-я воздушная армия, 1-й Белорусский фронт) гвардии майор Н. Ф. Кузнецов совершил 252 боевых вылета, провёл 99 воздушных боёв, сбил лично 21 и в группе 12 самолётов противника. В наградном листе в мае 1945 года было указано ещё большее число побед аса — 24 личные и 12 групповых, но на это большее число побед нет подтверждающих документов. В то же время в литературе указывается и меньшее число побед — 19 личных и 12 групповых.
После войны до июня 1946 года продолжал службу в ВВС заместителем командира истребительного авиаполка (в Центральной группе войск; Австрия). В 1949 году окончил Военную академию имени М.В.Фрунзе. С декабря 1949 – командир 16-го истребительного авиационного полка ПВО (в Московском районе ПВО; город Рязань). Участник войны в Корее: в январе-июне 1952 – командир 16-го истребительного
авиационного полка. Совершил 27 боевых вылетов на реактивном истребителе МиГ-15. В 1952-1954 – лётчик-инспектор Управления боевой подготовки ВВС. В 1956 году окончил Высшую военную академию (Военную академию Генерального штаба). В октябре 1956 – августе 1957 – начальник Грозненского военного авиационного училища лётчиков, в августе 1957 – ноябре 1963 – начальник Черниговского военного (с 1959 – высшего военного) авиационного училища лётчиков. В ноябре 1963 – июне 1972 – начальник Центра подготовки космонавтов. С 1972 – советник главного конструктора НПО «Энергия» по военно-космическим
программам. Написал и защитил две диссертации: в 1963 году — кандидатскую по тематике безаварийной работы лётчиков, а 1974 годах — докторскую, посвящённую военно-космической тематике. С июня 1978 года генерал-майор авиации Н.Ф.Кузнецов – в запасе. Жил в Звёздном городке Щёлковского района Московской области. Автор книг о Великой Отечественной войне, конструкторах космической техники и первых космонавтах. Умер 5 марта 2000 года. Похоронен на Преображенском кладбище в Москве.

## Память
Мемориальная доска со скульптурными портретами открыта 9 мая 2015 года на доме № 2 в Звёздном городке в память трёх лётчиков — участников Великой Отечественной войны: Г. Т. Берегового, Н. Ф. Кузнецова и П. И. Беляева (скульптор Андрей Следков).

## Награды
- Герой Советского Союза (1 мая 1943 года).
- Два ордена Ленина (29 октября 1941 года, 1 мая 1943 года).
- Четыре ордена Красного Знамени (10 февраля 1942 года, 6 августа 1944 года, 16 июня 1945 года, 30 декабря 1956 года).
- Орден Александра Невского (29 марта 1945 года).
- Орден Отечественной войны I степени (11 марта 1985 года).
- Три ордена Красной Звезды (7 апреля 1940 года, 3 декабря 1941 года, 17 мая 1951 года).
- Медаль «За боевые заслуги» (6 ноября 1945 года).
- Награждён медалями.
- Заслуженный военный лётчик СССР (8 июля 1967 года).
- Благодарность Президента Российской Федерации (9 апреля 1996 года) — за большой личный вклад в развитие отечественной космонавтики[6].

## Сочинения
- Кузнецов Н. Ф. Фронт над землей. — (Военные мемуары) — М.: Воениздат, 1970. — 208 с., илл.
- Кузнецов Н. Ф. Годы испытаний. — Л.: Лениздат, 1987. — 320 с.
- Кузнецов Н. Главный и Первый. Повесть [о С. П. Королёве и Ю. А. Гагарине]. — М.: Сов. писатель, 1987. — 256 с.